# 大浪灣 (香港島)

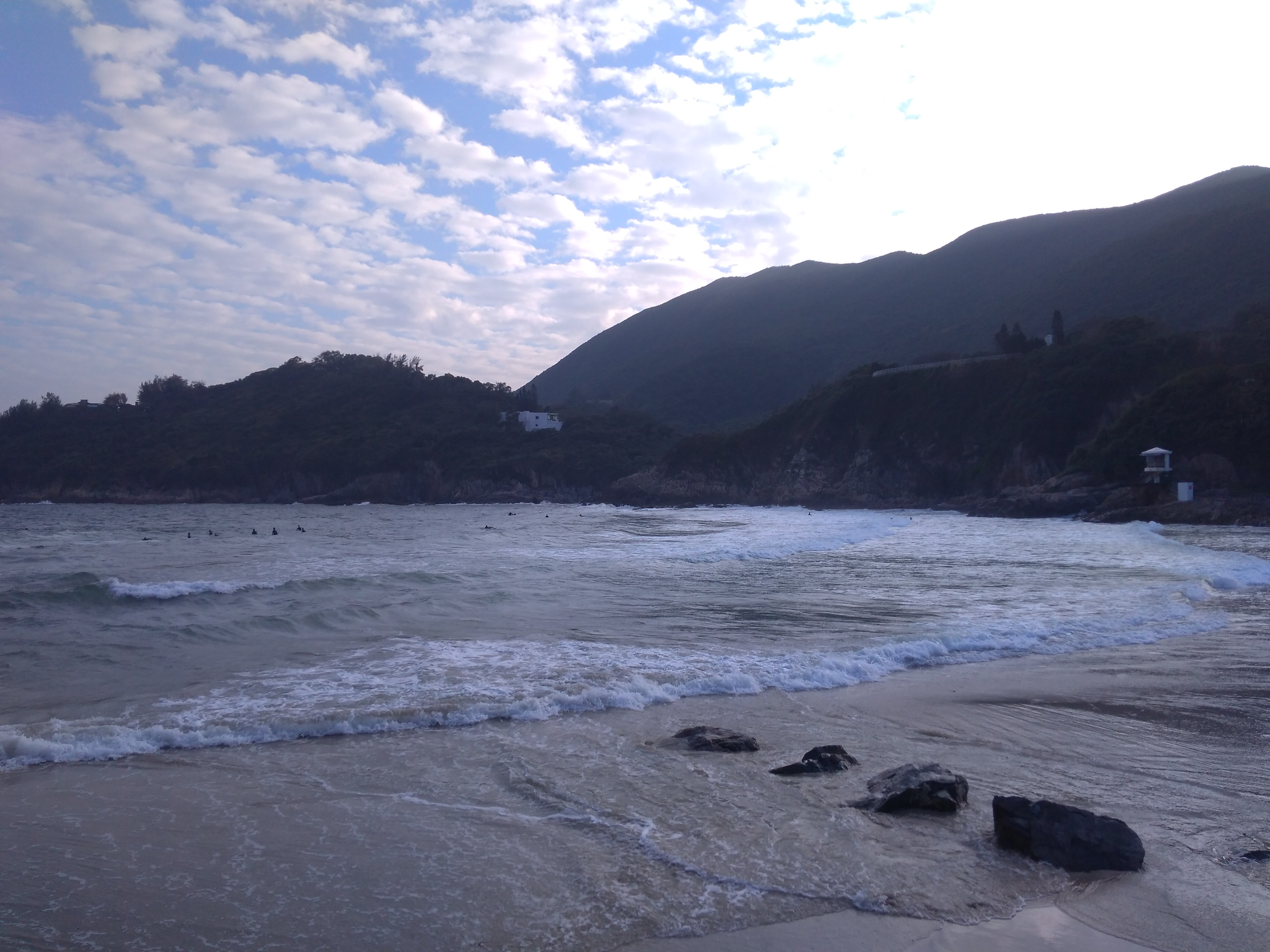
大浪灣

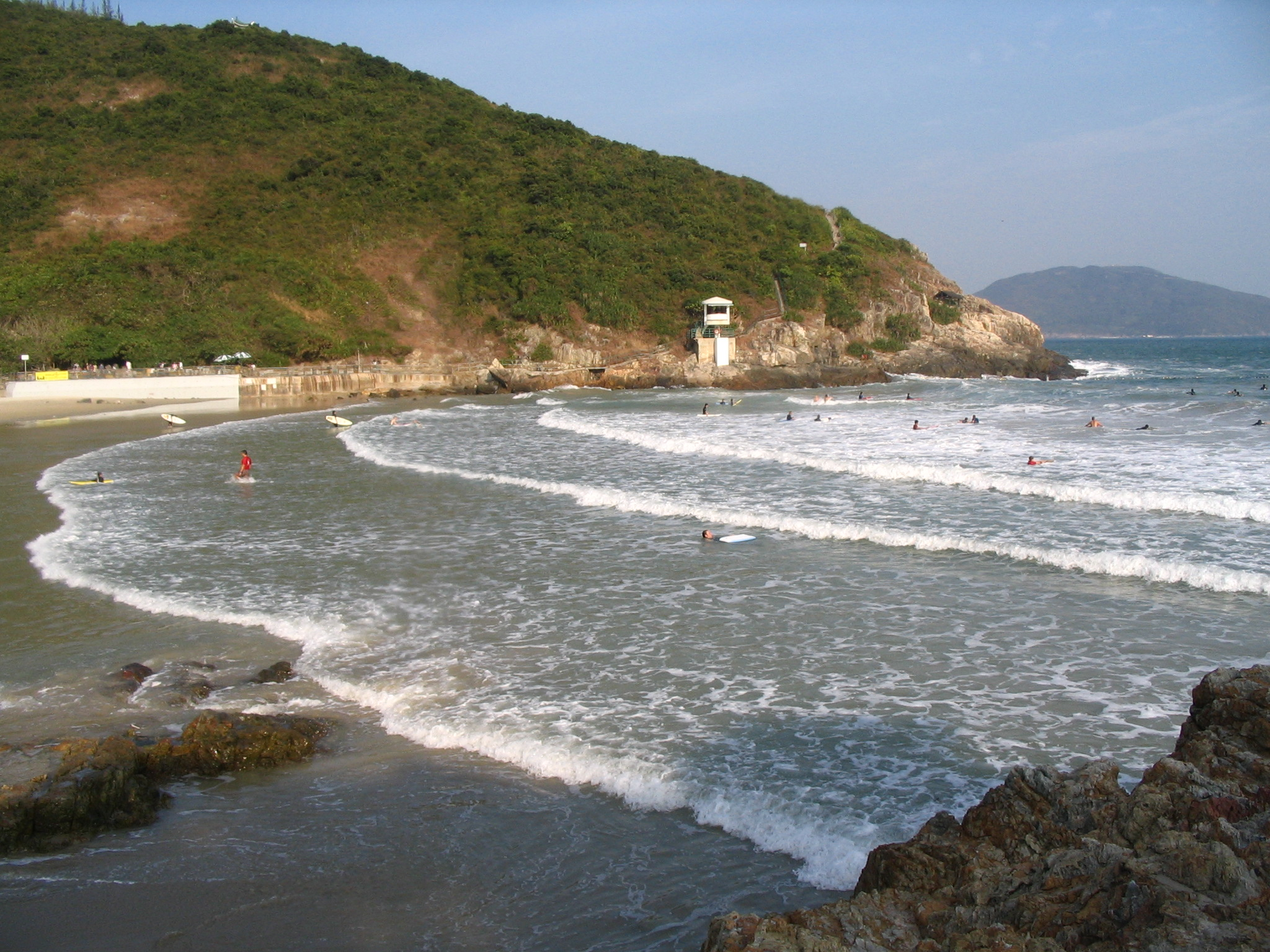
大浪灣中部的沙灘

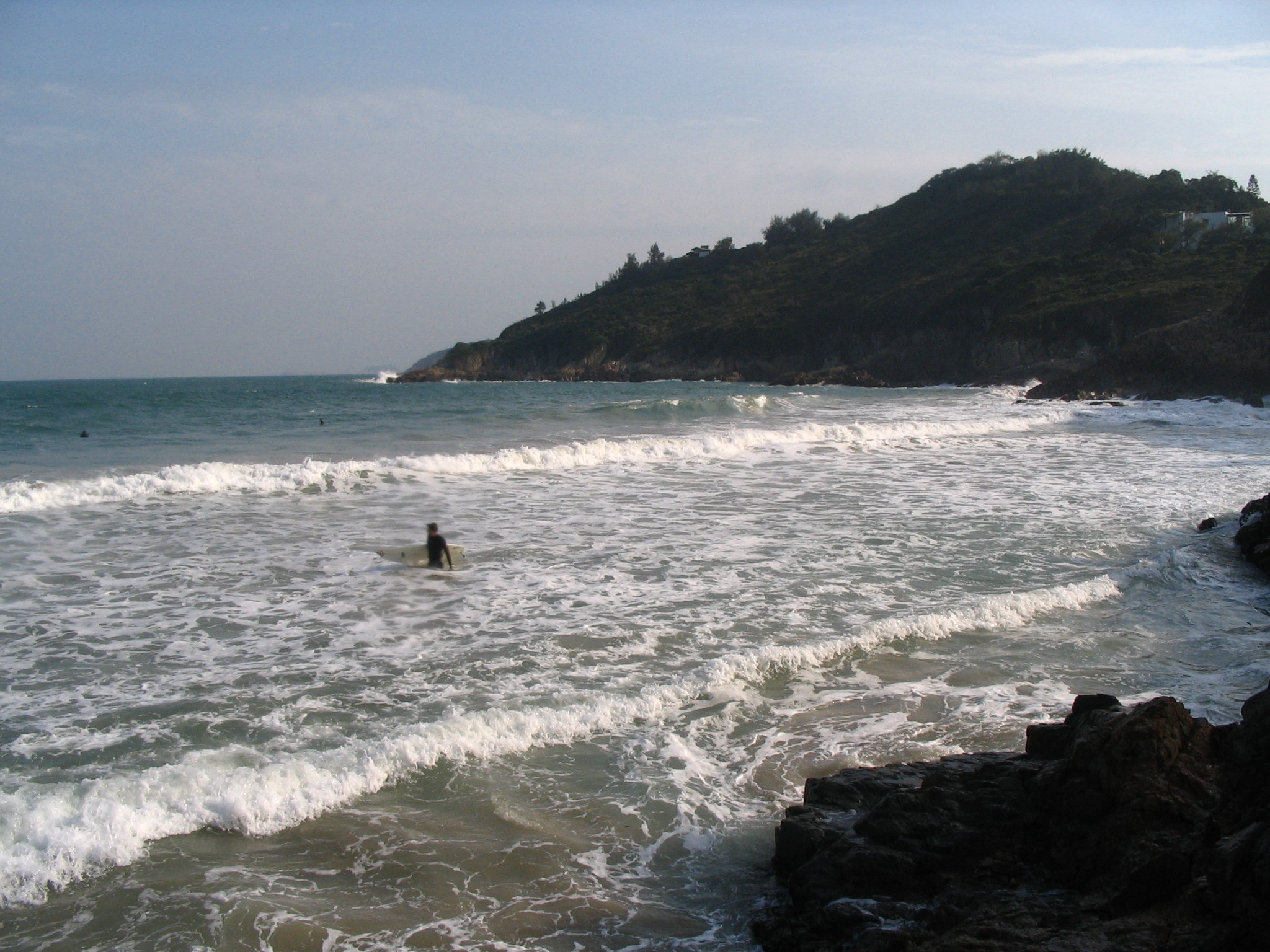
大浪灣南部的石灘

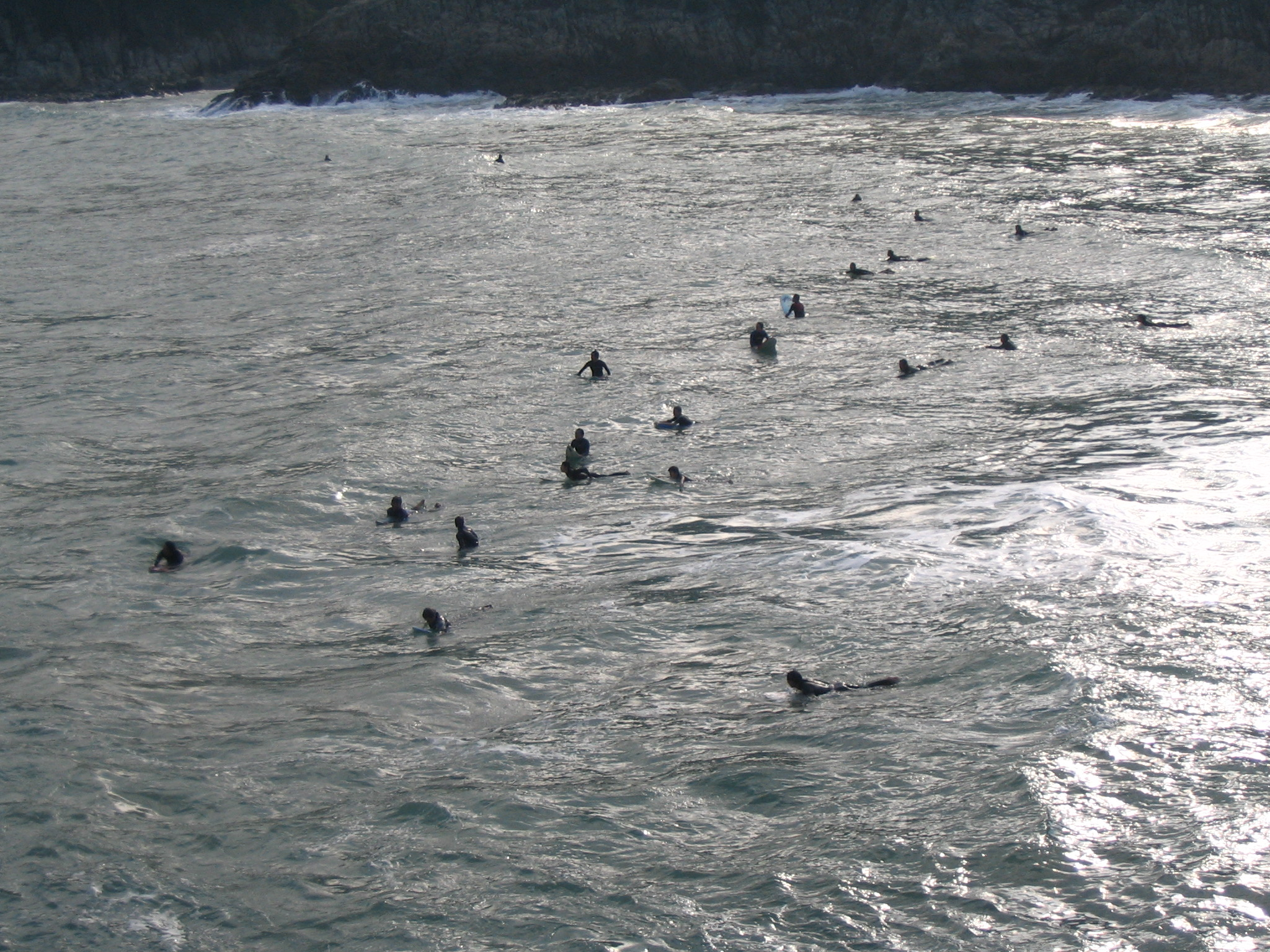
大浪灣上的滑浪人士

大浪灣（英語：Big Wave Bay，或音譯作「Tai Long Wan」）是香港南區鄰近石澳的一個海灣，位於香港島東南部的砵甸乍山以南，石澳半島以北。
大浪灣以大浪聞名，秋冬兩季尤甚，吸引人士前往滑浪。正如附近的石澳泳灘，大浪灣沙粒細滑，亦有遊人在該處露營。沙灘的兩旁則為石灘。

## 海灘
大浪灣泳灘現時是康樂及文化事務署轄下管理的泳灘之一，設有更衣室，防鯊網及淋浴設施，並在泳季有救生員值勤。泳灘北部設有公眾燒烤區。附近的大浪灣村內亦有私人燒烤場可供租用。

## 文物
距離沙灘不遠處的大浪灣的北岸有大浪灣石刻，為香港法定古蹟。大浪灣亦是港島徑的終點。

## 區議會議席分佈
為方便比較，以下列表以大浪灣道沿線為範圍。
| 年度/範圍    | 2000-2003      | 2004-2007      | 2008-2011      | 2012-2015      | 2016-2019      | 2020-2023      |
| ------------ | -------------- | -------------- | -------------- | -------------- | -------------- | -------------- |
| 大浪灣道沿線 | 赤柱及石澳選區 | 赤柱及石澳選區 | 赤柱及石澳選區 | 赤柱及石澳選區 | 赤柱及石澳選區 | 赤柱及石澳選區 |

註：以上主要範圍尚有其他細微調整（包括編號），請參閱有關區議會選舉選區分界地圖及條目。

## 相關新聞
2008年中秋迎月夜曾發生命案，大浪灣村村民與外來燒烤人士發生爭執，其後引發命案，外來燒烤人士當中一男子死亡，一大浪灣村顏姓中年男村民被控謀殺罪名成立，判處終身監禁。
2014年7月6日姓顏的少女村民遇溺身亡，懷疑是大浪灣迎月夜命案被判終身監禁的男被告的女兒。
2016年1月13日，家住筲箕灣耀東邨的20歲中六女生往大浪灣跳崖自殺亡。